# デイヴィッド・リュウ
デイヴィッド・リュウ（中国語：劉 中達、英語：David Liu、1967年8月12日 - ）は、台湾のフィギュアスケート選手、バレエダンサー、振付師、舞台演出家。

## 経歴
6歳の時に台湾からアメリカに移り住み、8歳からバレエとフィギュアスケートの専門教育を受ける。バレエについては、ニューヨーク市にあるアメリカン・バレエ学校(SAB)に通い、全額奨学金の補助を受ける。ジョージ・バランシンに選ばれて、スタンリー・ウィリアムズの元で更なる研鑽を積む。
バレエの技術を身につけた後にフィギュアスケートでそのセンスと技術を発揮し、数々の名コーチ（ピーター・ダンフィールド、ソーニャ・ダンフィールド夫妻、ジョジョ・スターバック、トーラー・クランストン、キャロル・ヘイス・ジェンキンス）に師事してフィギュアスケートの競技会に参加した。バレエのセンスを前面に押し出したプログラムは他のスケーターたちと一線を画した。フィギュアスケーターとしては「氷上のニジンスキー」（フランシス・マッソン）、「最も芸術的なスケーターの一人」（スコット・ハミルトン）と高い評価を得た。
1990年世界フィギュアスケート選手権で規定が廃止されたときに、規定を実施した最後の男性スケーターになった。
オリンピックには3回出場し（1988カルガリー、1992アルベールビル、1998長野）、世界選手権とNHK杯にはほぼ毎年出場していたがジャンプの確実性に難があり、なかなか上位の成績を残せなかった。
1990年からはバレエダンサー兼、振付師兼、フィギュアスケーターとして主要なバレエ劇団とともに日本、台湾、シンガポール、香港、ドイツ、イギリスなどで公演を行っている。
1998年にアマチュア引退後はプロスケーター兼振付師としてアイスショーに出演。振付師としてカート・ブラウニング、ミシェル・クワンの振り付けで評価を得た。振り付けした主なスケーターは、ブライアン・ボイタノ、陳露、伊藤みどり、カタリナ・ヴィットなどがいる。
2005年に中国・深圳で行われたワールドアイスアリーナのグランドオープニングと2010年に中国・杭州で行われた新ワールドアイスアリーナのディレクターと振り付けを行った。近年は2011年の中国・瀋陽で開かれる新ワールドアイスアリーナでディレクターをつとめている。
2011年に台湾で行われた四大陸選手権では解説者として登場した。
最近はアメリカの国内選手権のノービスクラスで優勝した、ネイサン・チェンをアイスショーで紹介している。
現在はニューヨークに在住。香港のテレビ局のテレビ番組、ダンス番組で契約している。

## スケート技術

### ジャンプ
トリプルアクセルを持ち技にもっておらず、4種類の3回転ジャンプ（フリップ、ループ、サルコウ、トゥループ）でプログラムを構成していた。ジャンプの確実性には難があり、着氷で乱れることが多かった。

### ステップ
片足だけでリンクの端から端まで滑りきるステップを好んで用いていた。

## 戦歴
| 大会/年            | 87-88 | 88-89 | 89-90 | 90-91 | 91-92 | 92-93 | 93-94 | 94-95 | 95-96 | 96-97 | 97-98 |
| ------------------ | ----- | ----- | ----- | ----- | ----- | ----- | ----- | ----- | ----- | ----- | ----- |
| オリンピック       | 25    |       |       |       | 17    |       |       |       |       |       | 27    |
| 世界選手権         | 25    | 25    | 28    | 27    |       | 31    | 21    | 29    |       | 39    | 31    |
| NHK杯              | 7     |       | 14    | 13    | 5     | 10    | 10    | 6     | 11    | 11    |       |
| スケートカナダ     |       |       |       |       |       | 6     |       |       |       |       |       |
| ネーベルホルン杯   |       |       |       |       |       | 1     |       |       |       |       |       |
| アジアカップ       |       |       |       |       | 2     | 2     | 3     |       |       |       |       |
| サンジェルヴェ国際 |       |       |       |       |       | 2     |       |       |       |       |       |